# Greatest Remix Hits 2
Greatest Remix Hits 2 è un album di remix della cantante australiana Kylie Minogue, pubblicato nel 1998.

## Tracce
Disco 1
1. Got to Be Certain (Extended) – 6:36
2. Kylie's Smiley Mix (Extended) – 6:17
3. Getting Closer (7" version) – 3:33
4. Je Ne Sais Pas Pourquoi (The Revolutionary Mix) – 7:16
5. Made in Heaven (Made in England Mix) – 6:20
6. Especially for You (Extended) – 5:01
7. Hand on Your Heart (The Great Aorta Mix) – 6:26
8. Wouldn't Change a Thing (Your Thang Mix) – 7:10
9. Tears on My Pillow (More Tears Mix) – 4:05
10. Better the Devil You Know (Mad March Hare Mix) – 7:09
11. I'm Over Dreaming (Over You) (Extended Remix) – 4:54

Disco 2
1. The Loco-Motion – 3:17
2. What Do I Have to Do? (The Pump and Polly Mix) – 7:48
3. Shocked (Harding/Curnow Mix) – 7:31
4. Say the Word — I'll Be There – 4:00
5. Keep on Pumpin' It (Angelic Remix) – 7:24
6. Give Me Just a Little More Time (12" version) – 4:35
7. Do You Dare? (NRG Mix) – 7:04
8. Finer Feelings (Brothers in Rhythm 12" Mix) – 6:47
9. Closer (The Pleasure Mix) – 6:49
10. What Kind of Fool (Heard All That Before) (No Tech No Logical Mix) – 9:55
11. Got to Be Certain (Out for a Duck, Bill, Platter Plus Dub Mix) – 3:17